# Джеймс Паркінсон
Джеймс Па́ркінсон (англ. James Parkinson; 11 квітня 1755 — 21 грудня 1824) — англійський психіатр, геолог, палеонтолог, політичний активіст. Описав в 1817 році хворобу центральної нервової системи — так званий дрижальний параліч (паркінсонізм).